# Chinhoyi
Chinhoyi ( chiamata Sinoia fino al 1982) è un centro abitato dello Zimbabwe, situato nella Provincia del Mashonaland Occidentale (di cui è il capoluogo), nel distretto del Makonde. Ha una popolazione di 103.657 abitanti rendendolo l'11° centro abitato più popoloso dello Zimbabwe.

## Demografia
| Censimento (Anno) | Popolazione     |
| ----------------- | --------------- |
| 2002              | 55.968          |
| 2012              | 77.929 (+3,4%)  |
| 2022              | 103.657 (+3,0%) |

## Storia
La città fu fondata con il nome di Sinoia nel 1906 da coloni italiani guidati da Margherito Guidotti, un ricco tenente dell'esercito.